# Emily Ratajkowski
Emily Ratajkowski (Londres, 7 de junio de 1991) es una modelo y actriz británico-estadounidense.

## Carrera
Inició su carrera como actriz en la serie de televisión iCarly y, posteriormente, actuó en Gone Girl, película de David Fincher estrenada en 2014 y protagonizada por Ben Affleck y Rosamund Pike. Su aparición en el video musical de la canción «Blurred Lines», de Robin Thicke, le consiguió reconocimiento a nivel mundial.
La revista Esquire la eligió como la Mujer del Año en 2013, y la revista GQ, como la mujer más sexy del mundo de 2014.

## Vida personal
Se estableció desde joven en Encinitas, cerca de San Diego, California.
En 2018 se casó con Sebastian Bear-McClard. El 8 de marzo de 2021 nació su primer hijo, Sylvester Apollo Bear. En julio de 2022 se hizo público que la pareja estaba en trámites de divorcio.
A principios de octubre de 2022, comenzó una relación con el comediante Pete Davidson.

## Filmografía

### Cine
| Año  | Título                             | Rol                  |
| ---- | ---------------------------------- | -------------------- |
| 2004 | Andrew's Alteration (cortometraje) | Novia de García Aspe |
| 2005 | A Year and a Day                   | Chica                |
| 2014 | Gone Girl                          | Andie Fitzgerald     |
| 2015 | Entourage                          | Ella misma           |
| 2015 | We Are Your Friends                | Sophie               |
| 2018 | Cruise                             | Jessica Weinberg     |
| 2018 | I Feel Pretty                      | Mallory              |
| 2018 | In Darkness                        | Veronique            |
| 2019 | Lying and Stealing                 | Elyse Tibaldi        |

### Televisión
| Año     | Título                  | Rol              | Notas                                     |
| ------- | ----------------------- | ---------------- | ----------------------------------------- |
| 2009–10 | iCarly                  | Tasha            | Episodios: "iSpeed Date", "iEnrage Gibby" |
| 2015    | The Spoils Before Dying | Agente Day       | 3 episodios                               |
| 2016    | Easy                    | Allison Lizowska | Episodio: "Art and Life"                  |

### Vídeos musicales
| Año  | Título          | Artista                                    | Rol         | Notas |
| ---- | --------------- | ------------------------------------------ | ----------- | ----- |
| 2012 | "Fast Car"      | Taio Cruz                                  | Principal   |       |
| 2013 | "Blurred Lines" | Robin Thicke, con T.I. y Pharrell Williams | Coprincipal |       |
| 2013 | "Love Somebody" | Maroon 5                                   | Principal   |       |
| 2024 | "I KNOW ?"      | Travis Scott                               | Coprincipal |       |